# Batoi

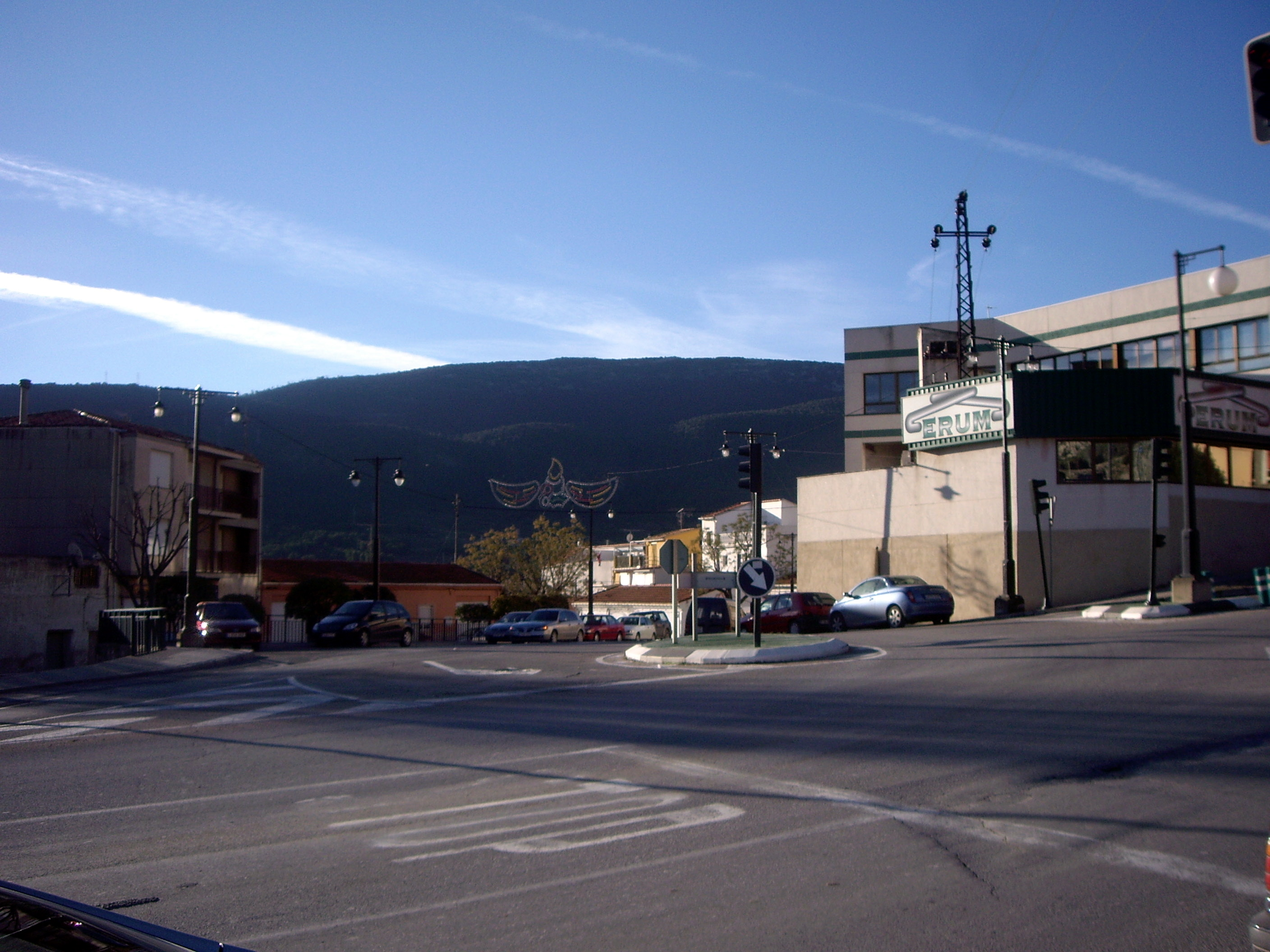
L'encreuament de Batoi. Entrada a Batoi des de la CV-794

Batoi és un barri d'Alcoi situat al voltant de la CV-795 Alcoi-Banyeres de Mariola.
El 1964 es creen a Batoi cinc grups d'habitatges protegits (l'Assumpció, Sant Josep, Santa Margarita, Campanya de Nadal, i de Mestres)., amb un total de 284 habitatges.
Ocupat majoritàriament per població immigrada. Amb el Pla d'Ordenació Urbana de 1957 tant les actuacions públiques com l'anàrquica ocupació privada va fer que en pocs anys un llogaret rural es transformara en sòl urbà consolidat. Amb el Pla General de 1989 es va crear el parc de Batoi.
El barri, per la seua situació es troba aïllat del nucli d'Alcoi, separat del reste pel camp del Collao i el parc de Batoi per la qual cosa és freqüent l'ús del transport públic o privat per a arribar a ell. Este aïllament el va convertir en un centre de moguda dels anys 70-90.
El barri és travessat per la via de tren Xàtiva-Alacant, que mai no va ser utilitzada d'Alcoi a Alacant En aquest moments s'utilitza com a carrer per arribar a les indústries del seu voltant i com punt de partida de la via verda d'Alcoi, en el Pont de les set llunes es pot practicar el pontisme.
Delimita pel NE amb el barri de Santa Rosa, amb el riu Riquer pel Sud i amb el Castellar (870 m) pel Nord. El barri té 1.793 habitants, el 2,82% de la població d'Alcoi.

## El parc de Batoi

Batoi

El parc de Batoi (1990-1995) fou dissenyat pels arquitectes Casado, Alcacer, Colomer, Ricart, Soriano i Sanz.
Unix el barri, tradicionalment aïllat, amb la resta de la ciutat, utilitzant uns terrenys situats sobre un túnel de la via Xàtiva- Alacant. Consta de dos nivells units per una escalinata. Tres passarel·les unixen el parc amb els carrers del barri.

## Topònims
El nom dels seus carrers fa referència a muntanyes del País Valencià, sobretot de la contornada d'Alcoi i de la província d'Alacant, Serreta, Biscoi, Carrasqueta, Benicadell, Montcabrer, Penyagolosa, Puig Campana, Montgó, etc., el cas més evident és el carrer El Castellar que es troba a les seues faldes.